# Torpeda Mark 54 MAKO
Mark 54 MAKO (Mk 54) – amerykańska torpeda lekka przeznaczona w pierwszym rzędzie do zwalczania okrętów podwodnych (ZOP), zwłaszcza cichych okrętów podwodnych o napędzie konwencjonalnym, znana pierwotnie jako Lightweight Hybrid Torpedo (LHT). Mark 54 dostosowana jest do wymagań walki w płytkich wodach przybrzeżnych. Torpeda ta jest pociskiem lotniczym do zastosowań na samolotach i helikopterach ZOP, może jednakże być stosowana również z pokładów małych okrętów nawodnych. Aktualnie, w ramach programu HAAWC (High Altitude Anti-Submarine Warfare Weapons Concept), prowadzone są prace nad konstrukcją LongShot, będącą niewielkim - samosterującym skrzydlatym nosicielem różnego rodzaju broni powietrze-powierzchnia, dzięki któremu - w celu zapewnienia bezpieczeństwa samolotu i jego załogi - Mk 54 będzie mógł być zrzucany z pokładu samolotu bądź helikoptera z bardzo dużych wysokości oraz odległości od celu (Standoff weapon).

## Konstrukcja
Zbyt wysoki koszt (niemal 3 mln dolarów za sztukę) torpedy Mark 50 spowodował wstrzymanie produkcji, mimo jej doskonałych parametrów bojowych i niewielkich zapasów w arsenałach. Dowództwo Systemów Morskich Marynarki Wojennej USA postanowiło opracować nową, tańszą torpedę, zdolną spełniać zadania stawiane Mk 50. Wynikiem programu Lightweight Hybrid Torpedo prowadzonego przez tzw. "Team Torpedo" (koncern Raytheon i Naval Undersea Warfare Center (NUWC – Centrum broni Podwodnych) było stworzenie lekkiej torpedy Mark 54 “MAKO”. Torpeda ta łączy system wyszukiwania i naprowadzania (Advanced Guidance & Control Section - G&C) torpedy Mark 50, z zespołem napędowym lekkiej torpedy Mark 46, czerpie także z technologii ciężkiej torpedy Mark 48 ADCAP. Program konstrukcji zakończono w roku 2000, a Mk 54 wprowadzono do użytku Marynarki w roku 2003. Pocisk ten wykorzystuje także najnowsze cywilne rozwiązania technologiczne w ramach komponentów elektronicznych (elektroniczna obróbka sygnału) oraz oprogramowania taktycznego, wprowadzone dzięki programowi Marynarki USA umożliwiania przedsiębiorstwom spoza "wielkiej czwórki" potentatów przemysłu zbrojeniowego uczestnictwa w programach zbrojeniowych Pentagonu (program COTS). Pozwoliło to na dalsze obniżenie kosztu torpedy.
Dzięki wykorzystaniu technologii z innych modeli torped, technologii COTS oraz wyników badań własnego programu Lightweight Hybrid Torpedo, Mk54 ma wysokie zdolności do działania w bardzo płytkich wodach (odporność na zakłócenia spowodowane odbiciami fali dźwiękowej między płytko umiejscowionym dnem a powierzchnią wody oraz powodowane szumami przypadkowych jednostek znajdujących się w strefie operacji), atakowania najnowszych generacji cichych okrętów podwodnych o napędzie konwencjonalnym (spalinowo-elektrycznym) oraz działania w warunkach wysokiej aktywności obronnych środków przeciwdziałania (countermeasures).
Torpeda ta stanowi podstawowe uzbrojenie samolotów ZOP Boeing P-8 Poseidon Marynarki Wojennej USA oraz Australii; jej głównym konkurentem na rynku międzynarodowym jest MU90 Eurotorp.